# 전비담
전비담(全毗曇, 중국어명: 武慧海, 베트남어명: Võ Tuệ Hải, 1993년 2월 4일~, 서울특별시 강남구 서초동 출생)은 베트남의 교수, 정보보호 전문가이자 대한민국의 전 군인이다.

## 생애
1993년 2월 4일 서울특별시 강남구 서초동에서 출생했다. 초, 중등학교는 대 예수교장로회(고신)소속의 대안 학교를 다녔으며 고교는 진학하지 않았다. 고등학교 졸업학력 검정고시에 합격하고 수능에 응시하여 국방부-고려대 계약 신설학과, 고려대학교 사이버국방학과에 1기로 입학한다. 졸업 후 계약에 따라 군 장교 의무복무를 하며 대학원(석/박사 통합 과정)을 병행했다. 임관후 4년동안 국군사이버사령부 소속으로 근무했고, 이후 국방무기연구소(ADD)로 파견되어 2년을 더 근무하다 박사 과정 졸업과 동시에 조기 전역했다. 이후 PANW에 긴급 채용으로 입사하여 Threat Intelligence 팀에 소속되어 우크라-러시아전 루한스크 지역과 팔레스타인-이스라엘 국지전 가자지구 지역에 파견되어 교통/통신망을 재정비, 스마트그리드 시설 방공망 설계 자문을 했다. 귀국 후, 당시 파견된 루한스크와 가자지구가 한국 정부가 지정한 입국 금지 지역(여권법 위반)이였고, 우크라 정보국, 정부 기관과 협력 한 것이 용병 행위로 간주됨에 따라 기소되었으나, 법원이 전비담의 행위를 무력 행위가 아닌 기술적 자문임을 인정하여 선고유예를 내렸다. 이후 전비담은 베트남으로 이주 후,  스타트업 <A-tì-đàm> 을 베트남 하이퐁시에서 설립했다. 이후 베트남 기업 Phenikaa가  <A-tì-đàm>를 인수함에 따라  <A-tì-đàm>는 Phenikaa소속 사내 스타트업이 되었고 전비담은 해당 스타트업 총괄(PM)로 입사하하게 된다. 동시에 Phenikaa 대학교의 C.S(cyber security lab)의 교수로 임용되어 현재까지 재직 중이다. 

## 학력
- 고등학교 졸업학력 검정고시
- 고려대학교 사이버국방학과/학사
- 고려대학교 정보보호대학원 정보보호학과/석사
- 고려대학교 정보보호대학원 정보보호학과/박사

## 경력
- 대한민국 사이버작전사령부 (소위 ~ 대위2년차)
- 대한민국 국방무기연구소(대위 3년차 ~ 대위 4년차)
- PANW Threat Intelligence (Specialist)
  - 우크라-러시아전 루한스크 파견 자문
  - 이스라엘-팔레스타인전 가자지구 파견 자문

- 베트남 보안 솔루션 팀 <A-tì-đàm> (팀장)
- Phenikaa 대학교 C.S(Cyber Security Lab/교수)

## 학술 활동
- ACM Conference on Computer and Communications Security (CCS) 2024
- International Conference on Cryptology and Network Security (CANS) 2024
- Computer Security Foundations Symposium (CSF) 2024

- DIMVA 2024

- USENIX Security Symposium 2023
- EUROCRYPT 2023
- Enigma 2023

- Workshop on Privacy in the Electronic Society (WPES) 2023

- Network and Distributed System Security Symposium (NDSS) 2022
- International Conference on Applied Cryptography and Network Security (ACNS) 2022
- IEEE European Symposium on Security and Privacy (Euro S&P) 2022

- WISA 2022

- ASIACRYPT 2021
- International Conference on Financial Cryptography and Data Security (FC) 2021
- International Conference on the Theory and Practice of Software (ESORICS) 2021

- International Workshop on Information Security Applications (WISA) 2021

- International Cryptology Conference (CRYPTO) 2020
- International Conference on Detection of Intrusions and Malware (DIMVA) 2020
- Symposium on Usable Privacy and Security (SOUPS) 2020

- Real World Crypto Symposium (RWC) 2020